# Georg Michael Helbig
Georg Michael Helbig (* 1715 in Arnsfeld; †  1774) war ein deutscher Unternehmer. Er war Direktor der Porzellanmanufaktur Meißen und gründete die erste Glashütte der Niederlausitz in Friedrichshain.

## Leben
Georg Michael Helbig war seit 1735 bzw. 1737 als Handlungsdiener in der Porzellanmanufaktur Meißen tätig. Seit 1741 arbeitete er in der Dresdner Niederlassung, wo er 1744 Buchhalter (Faktor) wurde. 1748 wurde Helbig zum Kommerzienrat ernannt. Seit 1756 war er Direktor der Porzellanmanufaktur Meißen. 1760 wurde ihm als Ko-Direktor Carl Siegismund von Nimptsch zur Seite gestellt, 1763 wurde Helbig von den wichtigsten Leitungspositionen entbunden.
1766 gründete er den Ort Friedrichshain nahe seinem Gut Wolfshain und betrieb dort seit 1770 die erste Glashütte der Niederlausitz. 
Georg Michael Helbig war sächsischer Geheimer und Kammerrat.
Ein Grabstein für ihn befindet sich an der Kirche in Groß Kölzig.
Georg Michael Helbig war verheiratet. Nachkommen waren unter anderen
- Johann Friedrich (von) Helbig († 1804), erbte das Gut Wolfshain, wurde 1779 von Kaiser Joseph II. in den Adelsstand erhoben, beschäftigte 1786 den späteren Philosophen Johann Gottlieb Fichte als Hauslehrer, war später Handelsrat in Berlin
- Georg Adolph Wilhelm (von) Helbig (1757–1813), wurde sächsischer Diplomat in St. Petersburg, Berlin und Danzig und Autor